# Ann Marii Kivikas
Ann Marii Kivikas (* 12. August 2002) ist eine estnische Leichtathletin, die sich auf den Sprint spezialisiert hat.

## Sportliche Laufbahn
Erste internationale Erfahrungen sammelte Ann Marii Kivikas im Jahr 2018, als sie bei den U18-Europameisterschaften in Győr im 100-Meter-Lauf mit 12,18 s im Halbfinale ausschied, wie auch über 200 Meter mit 24,83 s. Über 200 Meter qualifizierte sie sich zudem für die Olympischen Jugendspiele in Buenos Aires, bei denen sie den 15. Platz belegte. Im Jahr darauf schied sie beim Europäischen Olympischen Jugendfestival in Baku im 400-Meter-Lauf mit 57,77 s in der ersten Runde aus und gelangte auch mit der estnischen Sprintstaffel (1000 Meter) mit 2:15,09 min nicht bis in das Finale. 2021 schied sie bei den U20-Europameisterschaften in Rom mit 24,34 s im Vorlauf über 200 Meter aus und verpasste mit der 4-mal-100-Meter-Staffel mit 45,95 s den Finaleinzug. 2023 wurde sie bei der 2. Liga der Team-Europameisterschaft im Rahmen der Europaspiele in Chorzów in 23,55 s Sechste im A-Lauf über 200 Meter und wurde im Staffelbewerb in 44,21 s Erste. Anschließend schied sie bei den U23-Europameisterschaften in Espoo mit 11,54 s und 24,12 s jeweils im Halbfinale über 100 und 200 Meter aus. Im Jahr darauf wurde sie bei den World Athletics Relays 2024 in Nassau in 45,56 s Siebte im C-Lauf in der 2. Qualifikationsrunde über 4-mal 100 Meter für die Olympischen Spiele in Paris und verpasste somit die Direktqualifikation. Anschließend kam sie bei den Europameisterschaften in Rom mit 23,78 s nicht über die erste Runde über 200 Meter hinaus und verpasste im Staffelbewerb mit 53,37 s den Finaleinzug.
2025 schied sie bei den Halleneuropameisterschaften in Apeldoorn mit 7,29 s in der ersten Runde über 60 Meter aus, wie auch bei den Hallenweltmeisterschaften kurz darauf in Nanjing mit 7,40 s.
In den Jahren von 2022 bis 2024 wurde Kivikas estnische Meisterin im 100-Meter-Lauf sowie 2020 und von 2022 bis 2024 auch über 200 Meter. Zudem wurde sie 2019 und 2024 Hallenmeisterin über 200 Meter.

## Persönliche Bestleistungen
- 100 Meter: 11,48 (+0,9 m/s), 29. Juni 2024 in Tallinn
  - 60 Meter (Halle): 7,29 s, 9. März 2025 in Apeldoorn
- 200 Meter: 23,47 s (+1,1 m/s), 15. Juli 2023 in Espoo
  - 200 Meter (Halle): 24,01 s, 23. Februar 2025 in Tallinn
- 400 Meter: 55,84 s, 28. Juli 2018 in Tallinn
  - 400 Meter (Halle): 58,46 s, 15. Februar 2020 in Tallinn